# Peter Kennaugh
Peter Kennaugh, född 15 juni 1989 i Douglas, Isle of Man, är en brittisk cyklist som tog OS-guld i lagförföljelsen vid de olympiska cyklingstävlingarna 2012 i London. 